# Barbora Špotáková
Barbora Špotáková, češka atletinja, * 30. junij 1981, Jablonec nad Nisou, Češkoslovaška.
Nastopila je na poletnih olimpijskih igrah v letih 2004, 2008, 2012 in 2016, v letih 2008 in 2012 je osvojila naslov olimpijske prvakinje v metu kopja, leta 2016 pa bronasto medaljo. Na svetovnih prvenstvih je osvojila po dve zlati in srebrni medalji, na evropskih prvenstvih pa zlato, srebrno in bronasto medaljo. 13. septembra 2008 je postavila svetovni rekord v metu kopja s 72,28 m, ki še vedno velja. 